# Anthyme Saint-Paul
Anthyme Saint-Paul est un archéologue et historien de l'art français né à Montréjeau le 26 avril 1843 et mort à Paris le 27 novembre 1911.

## Biographie
Anthyme Saint-Paul est le fils d'un instituteur à Montréjeau. Il a été élève du petit séminaire de Polignan.
Il envoie un premier texte à Arcisse de Caumont sur les châteaux du Comminges qui le fait publier dans le Bulletin monumental en 1859.
Il passe une année au grand séminaire de la rue du Taur, à Toulouse, en 1861 - 1862, mais il renonce au sacerdoce en 1862 pour se consacrer à l'archéologie.
Il commence en 1877 la publication de l’Annuaire de l'archéologue français, jusqu'en 1879.
Grâce à l'appui d'Arcisse de Caumont il collabore avec les Guides Joanne publié par Adolphe Joanne depuis son engagement par Louis Hachette, en 1855.
Il a participé aux discussions sur l'architecture du Moyen Âge. Il s'oppose à la définition de l'architecture romane de Jules Quicherat donnée dans son article « De l'architecture romane » parue dans la Revue archéologique, 1851, p. 146-147 :« l'architecture romane est celle qui a cessé d'être romaine, quoiqu'elle tienne beaucoup du romain, et qui n'est pas encore gothique, quoiqu'elle ait déjà quelque chose de gothique» reprise par Édouard Corroyer. Il critique cette définition de l'architecture romane qui en fait une architecture décadente de l'architecture romaine.
Il a été membre de :
- la Société française d'archéologie,
- la Société des études du Comminges, dont il a été président pendant quatorze ans, de 1897[1] à 1911.
- la Société archéologique du Midi de la France.
- la Société nationale des antiquaires de France
- la Société archéologique et historique de Tarn-et-Garonne

## Publications

### Ouvrages
- Les écoles d'architecture du XIIe siècle, Tours, 1877
- Architecture et catholicisme, la puissance créatrice du génie chrétien et français dans la formation des styles au Moyen Âge, Bloud et Cie, Paris, 1905 (lire en ligne)
- Histoire monumentale de la France, Hachette, Paris, 1911 (première édition 1883)

### Bulletin monumental
- « Coup-d'œil sur quelques châteaux de l'ancien comté de Comminges des XIIe et XIIIe siècles », 1859, tome 25, p. 643-647 (lire en ligne)
- « Notice sur le château de Salies-sur-Salat (Haute-Garonne) », 1861, tome 27, p. 485-499 (lire en ligne)
- « Notice sur le château d'Aurignac (Haute-Garonne) », 1862, tome 28, p. 567 (lire en ligne)
- « Notice historique et monumentale sur Saint-Lizier », 1863, tome 29, p. 560-577 (lire en ligne)
- « Notice sur quatre anciens monuments pyrénéens », 1863, tome 29, p. 657-667 (lire en ligne)
- « Excursion archéologique dans le pays de Comminges », 1865, tome 31, p. 135-151 (lire en ligne)
- « Une excursion archéologique dans le Bigorre », 1866, tome 32, p. 135-151 (lire en ligne)
- « Notices et observations comparatives sur les églises des environs de Paris », 1868, p. 861-879 (lire en ligne)
- « Notices et observations comparatives sur les églises des environs de Paris » (suite), 1869, p. 709-734 (lire en ligne)
- « Quelques mots sur l'école picarde », 1869, p. 734-737 (lire en ligne)
- « L'église du Vœu-National à Montmartre », 1874, tome 40, p. 618-632 (lire en ligne)
- « Simple mémoire sur l'origine du style ogival », 1875, tome 41, p. 5-23 (lire en ligne)
- « Le Présent et l'Avenir de l'architecture chrétienne », 1875, tome 41, p. 293-334, 493-529, 685-721 (lire en ligne)
- « Le cas de la cathédrale d'Évreux. Histoire et critique de sa restauration par M. Darcy », 1876, tome 42, p. 545-584 (lire en ligne)
- « Viollet-le-Duc et son système archéologique », 1880, tome 46, p. 409-463, 716-778, 1881, tome 47, p. 5-54, 187-234, 349-417, 445-504
- « Le cas de la cathédrale de Reims », 1881, tome 47, p. 689-699 (lire en ligne)
- « Le carnet d'un archéologue » (cathédrale de Toulouse, église de Saint-Gaudens, abbaye de Bonnefont, Ibos, Rabastens, Saint-Sever de Rustan, Marciac, etc.), 1883, tome 49, p. 532-562 (lire en ligne)
- « L'architecture romane d'après M. Corroyer »,1888, tome 54, p. 163-188 (lire en ligne)
- « L'art gothique, d'après un récent ouvrage publié sous ce titre », 1890, tome 56, p. 342-362 (lire en ligne)
- « Périgueux et Angers », 1891, tome 57, p. 321-349 (lire en ligne)
- « L'Architecture romane dans l'ancien diocèse de Mâcon, par M. Jean Virey, ancien élève de l'École des Chartes », 1892, tome 58, p. 398-402 (lire en ligne)
- « L'innomée », 1893, tome 58, p. 411-432 (lire en ligne)
- « L'architecture gothique ou ogivale », 1894, tome 59, p. 5-19 (lire en ligne)
- « Nouveaux documents pour l'histoire de la création des résidences royales des bords de la Loire, par Joseph de Croÿ. 1894 », 1894, tome 59, p. 297-300 (lire en ligne)
- « Origines françaises de l'architecture gothique en Italie, par C. Enlart. 1894 », 1894, tome 59, p. 554-558 (lire en ligne)
- « La question de Saint-Front », 1895, tome 60, p. 5-28 (lire en ligne)
- « Les irrégularités de plan dans les églises », 1906, tome 70, p. 129-155 (lire en ligne)
- « La cathédrale de Reims au XIIIe siècle », 1906, tome 70, p. 288-328 (lire en ligne)
- « Les origines du gothique flamboyant en France », 1906, tome 70, p. 483-510 (lire en ligne)
- « L'architecture française et la guerre de Cent ans », 1908, tome 72, p. 5-40, p. 269-302, p. 387-426, 1909, tome 73, p. 387-436
- « Lettre de M. Anthyme Saint-Paul », 1910, tome 74, p. 326-327 (lire en ligne)

### Annuaire de l'archéologue français
- Numéro de 1877 (lire en ligne)
- Numéro de 1878 (lire en ligne)
- Numéro de 1879 (lire en ligne)

### Revue de Comminges
- « Notes sur l'architecture dans le Comminges du IIIe au XVe siècle », 1887, tome 3, p. 1-36 (lire en ligne)
- « Les ruines du château de Salies et de sa chapelle », 1889-1890, tome 5, p. 99-106 (lire en ligne)
- « Le château d'Aurignac », 1892, tome 7, p. 34-39 (lire en ligne)
- « Saint-Lizier, capitale des Consorani », 1894, tome 9, p. 194-196 (lire en ligne)
- « Lettre de M. Anthyme Saint-Paul », 1897, tome 12, p. 317-318 (lire en ligne)
- « Le Congrès des Sociétés savantes à Saint-Bertrand et à Valcabrère », 1899, tome 14, p. 200-210 (lire en ligne)
- « Arreau et Sarrancolin », 1899, tome 14, p. 68-70, 1900, tome 15, [https://gallica.bnf.fr/ark:/12148/bpt6k57260055/f58.item p. 39-43
- « Promenade archéologique dans le Comminges », 1900, tome 15, p. 141-150, 227-237 (lire en ligne)
- « Cent ans d'archéologie médiévale », 1901, tome 16, p. 1-13, 49-59 (lire en ligne)
- « Le Château de Valmirande en Comminges », 1901, tome 16, p. 112-118 (lire en ligne)
- « L'abbaye de Bonnefont, conférence donnée à Saint-Gaudens le 11 juin 1901 », 1901, tome 16, p. 166-185 (lire en ligne)
- « Précocités artistiques à Saint-Bertrand-de-Comminges », 1907, tome 22, p. 158-161 (lire en ligne)

### Bulletin archéologique du Comité des travaux historiques et scientifiques
- « Écoles d'architecture en France au XIIe siècle », 1886, p. 310-311 (lire en ligne)
- « Note archéologique sur Saint-Sernin de Toulouse », 1899, p. 396-413 (lire en ligne)

### Congrès archéologiques de France
- « Sur l'architecture religieuse dans l'arrondissement de Senlis », Session 43, Senlis, 1877, p. 246-268 (lire en ligne)
- « La Renaissance en Bretagne », Session 53, Nantes, 1887, p. 189-206 (lire en ligne)
- « Les monuments d'Orléans », Session 59, Orléans, 1894, p. 154-161 (lire en ligne)

### Revue de l'art chrétien
- « De la position des clochers et de leur forme », 1880, p. 49, 409, 1881, p. 435
- « La Transition », 1894, 37e année, p. 470-482, 1895, 38e année, p. 1-20, 97-107
- « L'archéologie du Moyen Âge et ses méthodes », 1905, 48e année, p. 145-156, 233-245 (lire en ligne)
- « Bibliographie, un nouveau livre sur l'art chrétien : Histoire de l'art depuis les premiers siècles chrétiens jusqu'à nos jours, par A. Michel, t. I, Paris, Colin, 1905. », 1906, p. 145-157 (lire en ligne)
- « Bibliographie : Précis d'archéologie du Moyen Âge, par M. J.-A. Brutails, Toulouse, Privat, in 8°. », 1908, p. 273 (lire en ligne)
- « Bibliographie : Mélanges : Épigraphie gallo-romaine, sculpture et architecture médiévales, campanographie ancienne et moderne, Joseph Berthelé, Montpellier, Louis Valat, 1906 », 1908, p. 273-274 (lire en ligne)
- « Bibliographie : Histoire de l'art depuis les premiers siècles jusqu'à nos jours, sous la direction de A. Michel, t. II, Paris, Colin », 1908, p. 274-275 (lire en ligne)
- « Bibliographie : Histoire de l'art depuis les premiers siècles jusqu'à nos jours, sous la direction de A. Michel, t. IV, Paris, Colin. », 1911, p. 241-242 (lire en ligne)
- « Les coupures et les formules de l'archéologie médiévale », 1912, 55e année, p. 432-436.